# Garhi Pukhta
Garhi Pukhta là một thị xã và là một nagar panchayat của quận Muzaffarnagar thuộc bang Uttar Pradesh, Ấn Độ.

## Nhân khẩu
Theo điều tra dân số năm 2001 của Ấn Độ, Garhi Pukhta có dân số 12.104 người. Phái nam chiếm 53% tổng số dân và phái nữ chiếm 47%. Garhi Pukhta có tỷ lệ 44% biết đọc biết viết, thấp hơn tỷ lệ trung bình toàn quốc là 59,5%: tỷ lệ cho phái nam là 52%, và tỷ lệ cho phái nữ là 36%. Tại Garhi Pukhta, 21% dân số nhỏ hơn 6 tuổi.